# Campionat d'Europa d'escacs individual de 2014

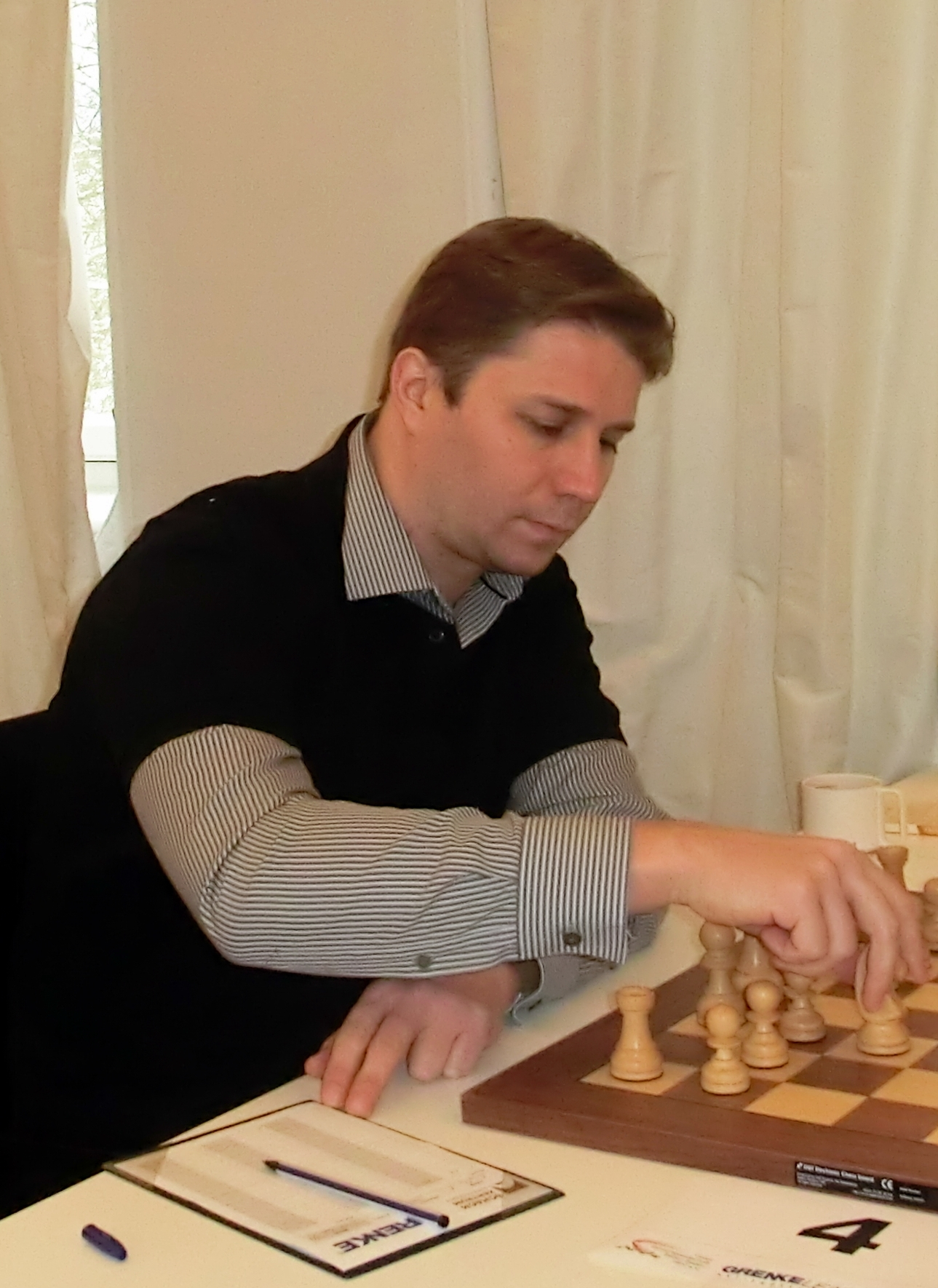
Aleksandr Motiliov, campió d'Europa de 2014 (foto de 2012).

El Campionat d'Europa d'escacs individual de 2014 - Memorial Tigran Petrossian fou un torneig d'escacs disputat per sistema suís a 11 rondes, entre els dies 2 i 15 de març de 2014 al centre de negocis d'Erevan, a Armènia.
Era la quinzena edició d'aquest esdeveniment. Els millors 23 jugadors es classificaven per la Copa del Món de 2015.
Hi varen prendre part 263 jugadors. Tot i que és descrita com una prova masculina, en realitat la competició era oberta, i de fet, diverses dones hi prengueren part, entre elles Judit Polgár i Antoneta Stefanova. El GM rus Aleksandr Motiliov va guanyar la medalla d'or destacat en solitari, amb 9 punts.

## Classificació final
1. GM Aleksandr Motiliov ( Rússia), 2656 – 9 punts
2. GM David Antón Guijarro ( Espanya), 2559 – 8 punts
3. GM Vladímir Fedosséiev ( Rússia), 2641 – 8 punts
4. GM Dragan Solak ( Turquia), 2610 – 8 punts
5. GM Pàvel Eliànov ( Ucraïna), 2723 – 8 punts
6. GM Constantin Lupulescu ( Romania), 2643 – 8 punts
7. GM David Navara ( Txèquia), 2700 – 8 punts
8. GM Ivan Šarić ( Croàcia), 2661 – 8 punts
9. GM ígor Lissi ( Rússia), 2655 – 8 punts

Fins a 257 classificats.